# Hôtel pour femmes
Pour plus de détails, voir Fiche technique et Distribution.
Hôtel pour femmes (titre original : Hotel for Women) est un film américain réalisé par Gregory Ratoff, sorti en 1939. 

## Fiche technique
- Titre : Hôtel pour femmes
- Titre original : Hotel for Women
- Réalisation : Gregory Ratoff
- Scénario : Darrell Ware d'après une histoire de Elsa Maxwell et Kathryn Scola
- Production : Raymond Griffith et Darryl F. Zanuck
- Société de production : Cosmopolitan Productions et Twentieth Century Fox
- Directeur musical : David Buttolph
- Musique : David Buttolph et Cyril J. Mockridge (non crédités)
- Photographie : J. Peverell Marley
- Montage : Louis R. Loeffler
- Direction artistique : Richard Day et Joseph C. Wright
- Costumes : Gwen Wakeling
- Distribution : Twentieth Century Fox
- Langue : anglais
- Pays d'origine : États-Unis
- Format : Noir et blanc - Son : Mono
- Genre : Drame
- Durée : 83 minutes
- Date de sortie :
  - États-Unis : 4 août 1939
- Affiche : Boris Grinsson (France)

## Distribution
- Ann Sothern : Eileen Connelly
- Linda Darnell : Marcia Bromley
- James Ellison : Jeff Buchanan
- Jean Rogers : Nancy Prescott
- Lynn Bari : Barbara Hunter
- June Gale : Joan Mitchell
- Joyce Compton : Emeline Thomas
- Elsa Maxwell : Mme Tilford
- John Halliday : John Craig

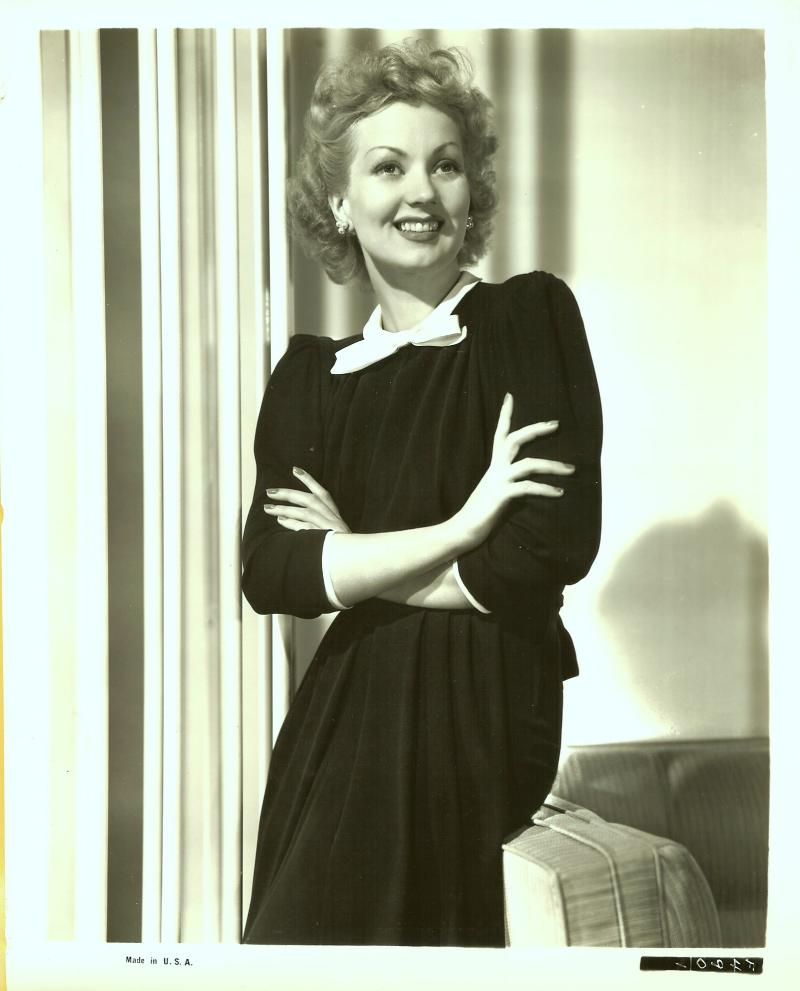
Photo promotionnelle d'Ann Sothern pour le film.

- Kay Aldridge : Melinda Craig (comme Katharine Aldridge)
- Alan Dinehart : Stephen Gates
- Sidney Blackmer : McNeil
- Amanda Duff : Réceptionniste
- Ruth Terry : Réceptionniste de Craig
- Chick Chandler : Ben Ritchie

Et, parmi les acteurs non crédités :
- Mary Healy : Chanteuse
- Ivan Lebedeff : Galdos
- Charles Trowbridge : Foley
- Charles C. Wilson : Albert

## Autour du film
- 1ère apparition à l'écran de Linda Darnell, alors âgée seulement de 16 ans, dans un rôle initialement prévu pour Loretta Young.
- Le chef opérateur de ce film, J. Peverell Marley, deviendra plus tard, de 1944 à 1949, l'époux de Linda Darnell.
- Linda Darnell et Ann Sothern se retrouveront dix ans plus tard à l'écran dans le chef-d'œuvre de Joseph L. Mankiewicz, Chaînes conjugales.